# Золотарёвское сельское поселение (Ростовская область)
Золотарёвское сельское поселение — муниципальное образование в Семикаракорском районе Ростовской области.
Административный центр поселения — хутор Золотарёвка.

## Административное устройство
В состав Золотарёвского сельского поселения входят:
- хутор Золотаревка;
- посёлок Западный;
- хутор Кирсановка;
- хутор Лиманский;
- хутор Павлов;
- хутор Старокузнецовский.

## Население
| 2010  | 2012  | 2013  | 2014  | 2015  | 2016  | 2017  |
| ----- | ----- | ----- | ----- | ----- | ----- | ----- |
| 2808  | ↘2717 | ↘2639 | ↘2612 | ↘2584 | ↘2546 | ↘2541 |
| 2018  | 2019  | 2020  | 2021  |       |       |       |
| ↘2520 | ↘2490 | ↘2442 | ↘2418 |       |       |       |

## Достопримечательности
Во всех хуторах Золотарёвского сельского поселения сооружены памятники погибшим в годы Великой Отечественной войны.
- Памятник воинам Великой Отечественной войны сооружен в 1975 году в хуторе Золотарёвка (ул. Здоровцева). Памятник представляет собой стелу на постаменте. На стеле написано: «Никто не забыт, ничто не забыто. Вечная память землякам, погибшим в боях за Родину в годы Великой Отечественной войны». Рядом находится скульптура солдат на постаменте. Один из них находится в коленопреклоненном положении с красным флагом в руках. Другой солдат стоит с автоматом. На постаменте написаны имена тринадцати погибших воинов в годы Великой Отечественной войны.

У памятника находится братская могила, в которой похоронено тринадцать воинов 2-й Гвардейской Армии, погибших при освобождении Семикаракорского района в январе 1943 года.
На памятнике установлена мемориальная доска с фамилиями погибших за освобождение хутора Золотарёвка.
- На гражданском кладбище хутора Золотаревка имеется памятник и братская могила, где захоронены трое неизвестных солдат.
- Памятник воинам Великой Отечественной войны в хуторе Павлов (ул. Гагарина). Памятник сооружен в 1969 году. В братской могиле похоронены девять человек, погибших при освобождении Семикаракорского района. На памятнике установлена мемориальная доска с именами погибших воинов.
- Памятник воинам Великой Отечественной войны в хуторе Лиманский (ул. Школьная). В братской могиле около памятника похоронено девять воинов 2-й Армии, погибших в январе 1943 года при освобождении Семикаракорского района Ростовской области.
- Памятник Воинам Великой Отечественной войны в хуторе Кирсановка (ул. Комарова). Памятник установлен в 1969 году и представляет собой стелу с надписью: «Вечная слава воинам-хуторянам». Рядом установлена плита с именами погибших земляков в годы Великой Отечественной войны. Территория вокруг памятника выложена плиткой[12].